# Žrelo
Žrelo (latinsko pharynx) je vezivno-mišična cev, ki je križišče med prebavili in dihali. Žrelo se spodaj nadaljuje v požiralnik, vanj pa se na njegovi sprednji steni odpirajo nosna votlina, usta in grlo.

## Struktura
Pri odraslem meri približno 12 cm. Poteka od baze lobanje zgoraj, kjer se pripenja na spodnjo površino zatilnice navzdol do 6. vratnega vretenca. Pritrjeno je tudi na hrbtenico, vratne ovojnice in na prevertebralne mišice.
Žrelo je zgrajeno iz sluznice (tunica mucosa), ki jo sestavlja večskladni ploščati epitelij. Pod sluznico je vezivno-elastična membrana, ki je podlaga za skeletno mišičje žrela. Zgornji del vezivne membrane, ki ni pokrit z mišicami, se imenuje fascia pharyngobasilaris. Mišičje žrela (tunica muscularis) ima zunanjo krožno in notranjo vzdolžno plast. Krožna mišična plast ima tri ožilke (zgornja, srednja in spodnja), ki zožujejo žrelo. Notranja vzdolžna plast ima dve dvigalki, ki dvigata žrelo. Zunanja plast žrela je vezivna (tunica adventitia). Pri požiranju se ožilke krčijo od zgoraj navzdol in s tem premikajo grižljaj hrane proti požiralniku. Hkrati se krčijo vzdolžne mišice, krajšajo žrelo in dvigajo grlo ter zaprejo njihov vhod pod korenom jezika. Grižljaj se pomakne v grlni del žrela. Istočasno s tem dogajanjem se mehko nebo dvigne in zapre prehod v nosni del žrela.
Žrelo delimo na nosni del (epipharynx ali nasopharynx), ustni del (mesopharynx ali oropharynx) in grlni del (hyopharynx ali laryngopharynx). 

### Nosni del
Nosni del je najvišje ležeč del žrela. Sega od baze lobanje zgoraj do mehkega neba spodaj. Spredaj je povezan z nosno votlino prek sapišč (choanae). V njegovem svodu (fornix pharyngis) se nahaja žrelnica (tonsila pharyngea). Na obeh stranskih stenah je odprtina oz. vstop v Evstahijevo cev (ostium pharyngeum tubae), poleg njega pa tonsila tubaria. Naloga tubularnih tonzil je uničevanje bolezenskih klic, ki prehajajo skozi respiratorno sluznico. 

### Ustni del
Pod mehkim nebom prehaja žrelo v ustni del, spodaj pa sega do zgornjega roba poklopca, kjer se začne grlni del. Spredaj je v zvezi z ustno votlino prek goltne ožine (isthmus faucium), tik za katero se na obeh stranskih stenah nahajata nebnici ali 'mandlja' (tonsilae palatinae). Pod goltno ožino se nahaja koren jezika, na katerem je tonsila lingualis.

### Grlni del
Grlni del je najnižje ležeč del žrela. Sega od vrha poklopca (epiglottis) zgoraj do spodnjega roba prstanastega hrustanca spodaj. Spodaj se v ustni del žrela odpirta grlo (larynx) spredaj in požiralnik (esophagus) zadaj.  

## Funkcije
- prehranjevalna: Žrelo s krčenjem mišic neposredno sodeluje pri požiranju, tako da potisne hrano iz ustne votline preko svojega ustnega in grlnega dela v požiralnik. Pri tem pride tudi do dviga grla, ki se med požiranjem zapre in tako prepreči vstop hrane v spodnje dihalne poti.
- dihalna: Žrelo omogoča pretok zraka iz ust in nosne votline v grlo in naprej v pljuča
- obrambna: Vse tonzile v žrelu (1 žrelnica, 2 tubarni tonzili, 2 nebnici in 1 jezična tonzila) sestavljajo Walderjev limfatični obroč, ki služi obrambi telesa pred okužbami|.